# Communauté de communes des Vallées de Thônes
La communauté de communes des Vallées de Thônes (ou CCVT) est une communauté de communes française du département de la Haute-Savoie.

## Historique
La communauté de communes a été créée par un arrêté préfectoral du 13 décembre 1993 qui a pris effet le 1er janvier 1994 et qui succédait à un SIVOM institué en 1969.
Entremont, qui n'était membre d'aucune intercommunalité à fiscalité propre, a intégré la CCVT en 2006.  
Les communes de Alex, la Balme-de-Thuy et Dingy-Saint-Clair ont rejoint la CCVT en 2010 conformément à la délibération du conseil communautaire du 20 juillet 2009, portant à 13 le nombre de communes constituant la communauté. 
Elle devait être intégrée[Qui ?] au Grand Annecy à partir du 1er janvier 2019, mais en fin d’année 2018 il n’y avait aucune officialisation, ce qui reporte cette échéance. Fin 2019, la fusion ne semblait plus à l’ordre du jour (à l’instar de la communauté de communes des sources du lac d’Annecy), le territoire se contentant de coopérations avec le territoire annécien comme dans le domaine du tourisme avec « Annecy Mountains ».
Entremont a fusionné le  1er janvier 2019  avec Le Petit-Bornand-les-Glières pour former la commune nouvelle de Glières-Val-de-Borne, qui est membre de la communauté de communes Faucigny-Glières, réduisant ainsi à 12 le nombre de communes associées au sein de la CCVT.

## Territoire communautaire

### Géographie
Situé dans le massif préalpin des Bornes et des Aravis, à proximité du Lac d'Annecy, le territoire communautaire regroupe douze  communes du canton de Faverges.

### Composition
La communauté de communes est composée des 12 communes suivantes :

| Nom                     | Code Insee | Gentilé        | Superficie (km2) | Population (dernière pop. légale) | Densité (hab./km2) |
| ----------------------- | ---------- | -------------- | ---------------- | --------------------------------- | ------------------ |
| Thônes (siège)          | 74280      | Thônais        | 52,33            | 6 654 (2022)                      | 127                |
| Alex                    | 74003      | Alexois        | 17,02            | 1 125 (2022)                      | 66                 |
| La Balme-de-Thuy        | 74027      | Balmains       | 17,79            | 457 (2022)                        | 26                 |
| Le Bouchet-Mont-Charvin | 74045      | Bochards       | 18,52            | 249 (2022)                        | 13                 |
| Les Clefs               | 74079      | Clertins       | 18,47            | 704 (2022)                        | 38                 |
| La Clusaz               | 74080      | Clusiens       | 40,62            | 1 663 (2022)                      | 41                 |
| Dingy-Saint-Clair       | 74102      | Dingiens       | 34,12            | 1 459 (2022)                      | 43                 |
| Le Grand-Bornand        | 74136      | Bornandins     | 61,42            | 2 054 (2022)                      | 33                 |
| Manigod                 | 74160      | Manigodins     | 44,12            | 1 006 (2022)                      | 23                 |
| Saint-Jean-de-Sixt      | 74239      | Saint-Jeandins | 12,21            | 1 500 (2022)                      | 123                |
| Serraval                | 74265      | Serravatins    | 19,73            | 745 (2022)                        | 38                 |
| Les Villards-sur-Thônes | 74302      | Villardins     | 13,32            | 1 121 (2022)                      | 84                 |

### Démographie
| 1968  | 1975   | 1982   | 1990   | 1999   | 2007   | 2012   | 2017   |
| ----- | ------ | ------ | ------ | ------ | ------ | ------ | ------ |
| 9 323 | 10 057 | 11 408 | 13 027 | 15 212 | 16 983 | 17 712 | 18 521 |

## Organisation

### Siège

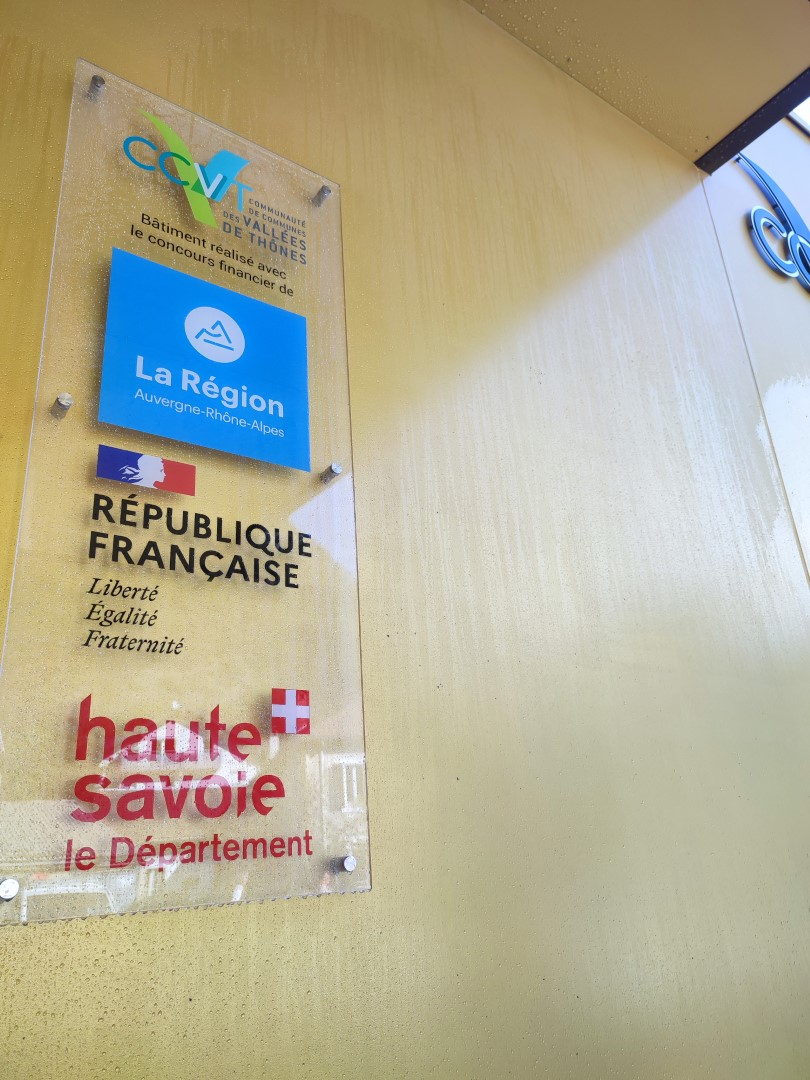
Organismes financeurs du nouveau siège de la CCVT

La communauté de communes a quitté son siège à Thônes, 4 rue du Pré de Foire le 29 août 2022 pour ses nouveaux locaux au 14 rue Bienheureux Pierre Favre, également à Thônes.

### Élus
La communauté de communes est administrée par son conseil communautaire, composé, pour la mandature 2020-2026, de 31 conseillers municipaux représentant chacune des  communes membres et répartis en fonction de leur population de la manière suivante :

- 9 délégués pour Thônes ;

- 3 délégués pour La Clusaz et Le Grand-Bornand ; 

- 2 délégués pour Alex, Les Clefs, Dingy-Saint-Clair, Manigod , Saint-Jean-de-Sixt, Serraval et Les Villars-sur-Thônes ;

- 1 délégué ou son suppléant pour La-Balme-de-Thuy et le Bouchet-Mont-Charvin.
À la suite des élections municipales de 2020 en Haute-Savoie, le conseil communautaire du 16 juillet 2020 a réélu son président, Gérard Fournier-Bidoz, maire des Villards-sur-Thônes, et celui du 29 juillet 2020 a élu ses 9 vice-présidents, qui sont : 
1. M. Claude Collomb-Patton, élu de Thônes, chargé  de l’environnement, de l’urbanisme et de l’habitat ;
2. André  Perrillat-Amédé, maire du Grand-Bornand, chargé de l’économie touristique et de l’aménagement ;
3. Laurence Audette, maire de Dingy-Saint-Clair, chargée de l'économie du développement durable et dunumérique ;
4. Didier Thévenet, maire de La Clusaz, chargé de  la  mobilité,  des  transports  et  des  services ;
5. Pierre Barrucand, maire de La Balme-de-Thuychargé de la   gestion des milieux aquatiques et prévention des inondations (GEMAPI) ;
6. Pierre Bibollet, maire de Thônes, chargé des  mobilités,  prospectives  et  infrastructures ;
7. Philippe Roisine, maire de Serraval, chargé du social ;
8. Didier Lathuille, maire de  Saint-Jean-de-Sixt, chargé  des sentiers et de l’administration ;
9. Franck Paccard, maire du Bouchet-Mont-Charvin, chargé de l'agriculture.

### Liste des présidents
Les présidents du précédent SIVOM furent :
- Aimé Dupont - de 1969 à 1989 ;
- Jean-Paul Amoudry (maire de Serraval) - de 1989 à 2001 (intégrant une partie à la CCVT[pas clair]) ;

| Période | Période                        | Identité               | Étiquette | Qualité                                                                |
| ------- | ------------------------------ | ---------------------- | --------- | ---------------------------------------------------------------------- |
| 2001    | 2008                           | Pierre Contat          |           | Maire de Saint-Jean-de-Sixt (1989 → 2008)                              |
| 2008    | 2014                           | Jean-Bernard Challamel | UMP       | Maire de Thônes (1983 → 2014)                                          |
| 2014    | En cours (au 18 novembre 2020) | Gérard Fournier-Bidoz  | DVG       | Maire des Villards-sur-Thônes (2001 → ) Réélu pour le mandat 2020-2026 |

### Compétences
L'intercommunalité exerce les compétences qui lui ont été transférées par les communes membres, dans les conditions déterminées par le code général des collectivités territoriales.

### Régime fiscal et budget
La communauté de communes est un établissement public de coopération intercommunale à fiscalité propre.
Afin de financer l'exercice de ses compétences, l'intercommunalité perçoit la fiscalité professionnelle unique (FPU) – qui a succédé à la taxe professionnelle unique (TPU) – et assure une péréquation de ressources entre les communes résidentielles et celles dotées de zones d'activité.
Elle ne verse pas de dotation de solidarité communautaire (DSC) à ses communes membres.

### Identité visuelle

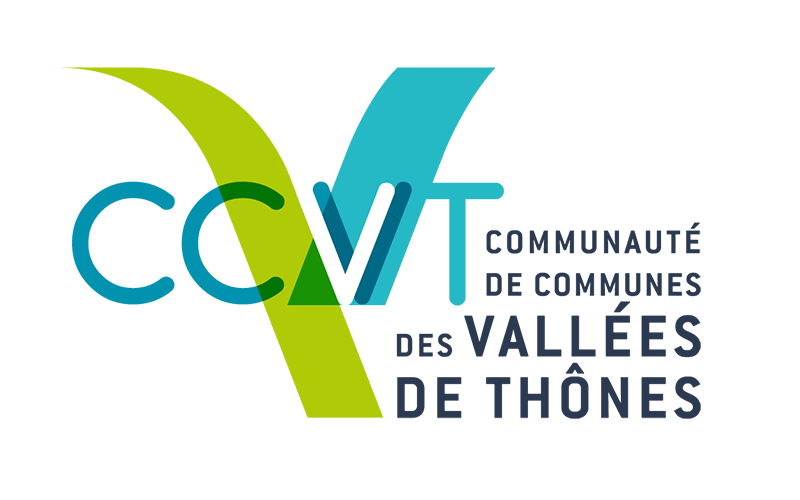
Logo de la CCVT depuis 2018

L’ancien logo jusqu’en 2018

## Projets et réalisations
Conformément aux dispositions légales, une communauté de communes a pour objet d'associer des « communes au sein d'un espace de solidarité, en vue de l'élaboration d'un projet commun de développement et d'aménagement de l'espace ».

## Pour approfondir